# Дневник падшей (фильм)
«Дневник падшей» (нем. Tagebuch einer Verlorenen) — немой кинофильм режиссёра Георга Вильгельма Пабста, вышедший на экраны в 1929 году. Экранизация одноимённого романа Маргарете Бёме. Один из двух фильмов Пабста (наряду с «Ящиком Пандоры»), в котором главную роль сыграла американская актриса Луиза Брукс.

## Сюжет
Юная Тимьян — наивная девушка, дочь аптекаря Роберта Хеннинга, который воспитывает её один. Их экономка Элизабет неожиданно уходит из дома, а вскоре совершает самоубийство: она была соблазнена Робертом и только что узнала о беременности. Тимьян глубоко расстроена произошедшим, чем пользуется работник аптеки, чтобы соблазнить её. Через положенное время Тимьян производит на свет сына, а семья, в которой многое решает новая жена отца, собирается на совет, чтобы решить, как быть с этим позорным событием. Дитя передают на воспитание знакомой акушерке, а Тимьян отправляют в исправительный дом, держатели которого всячески издеваются над проживающими у них девушками. Не в силах больше этого терпеть, Тимьян пользуется помощью своего знакомого — молодого графа Осдорфа — и вместе с подругой сбегает из заведения. Вскоре она оказывается в публичном доме...

## В ролях
- Луиза Брукс — Тимьян Хеннинг
- Фриц Расп — провизор Майнерт
- Эдит Майнхард — Эрика
- Вера Павлова — тётя Фрида
- Йозеф Ровенски — аптекарь Роберт Хеннинг, отец Тимьян
- Андре Роанн — молодой граф Осдорф
- Арнольд Корф — старый граф Осдорф
- Эндрюс Энгельман — директор исправительного учреждения
- Валеска Герт — жена директора исправительного учреждения
- Франциска Кинц — Мета, новая экономка, впоследствии мачеха Тимьян
- Зиг Арно — гость
- Курт Геррон — доктор Виталис
- Сибилла Шмиц — Элизабет, прежняя экономка
- Жан Ренуар — посетитель бара